# Mala gora, Bilčovs
Mala gora (nemško Großkleinberg) je naselje v Občini Bilčovs v Okraju Celovec-dežela na Koroškem v Avstriji.